# Belgique (Missouri)
Pour les articles homonymes, voir Belgique (homonymie).
Belgique est un secteur non constitué en municipalité situé dans l'est du comté de Perry, dans l'état du Missouri, aux États-Unis. Il est situé à environ huit kilomètres au sud de la ville de Chester qui fait partie du Bois Brule Township dans l'état de l'Illinois.  

## Étymologie
Une autre ville du Missouri portant déjà le nom de Belgium, les résidents flamands de la ville choisirent d'utiliser le nom français de leur terre natale.  

## Histoire
La ville est créée par des catholiques belges flamands. Une église catholique, l'église de la Nativité de la Bienheureuse Vierge Marie (en) a existé à Belgique de 1884 à 1992. Un bureau de poste a été créé en 1890. Ce bureau étant désormais fermé, le courrier est transmis via Perryville. Depuis l'inondation de 1993, il n'existe plus de ville à proprement parler, seul demeurant encore le cimetière.

## Inondations
Parmi les nombreuses inondations ayant frappées la ville au cours des siècles, la plus dévastatrice a été l'Inondation du Midwest américain de 1993, qui a détruit le village. Seule une poignée d'habitants sont revenus dans la région après l'inondation,. 

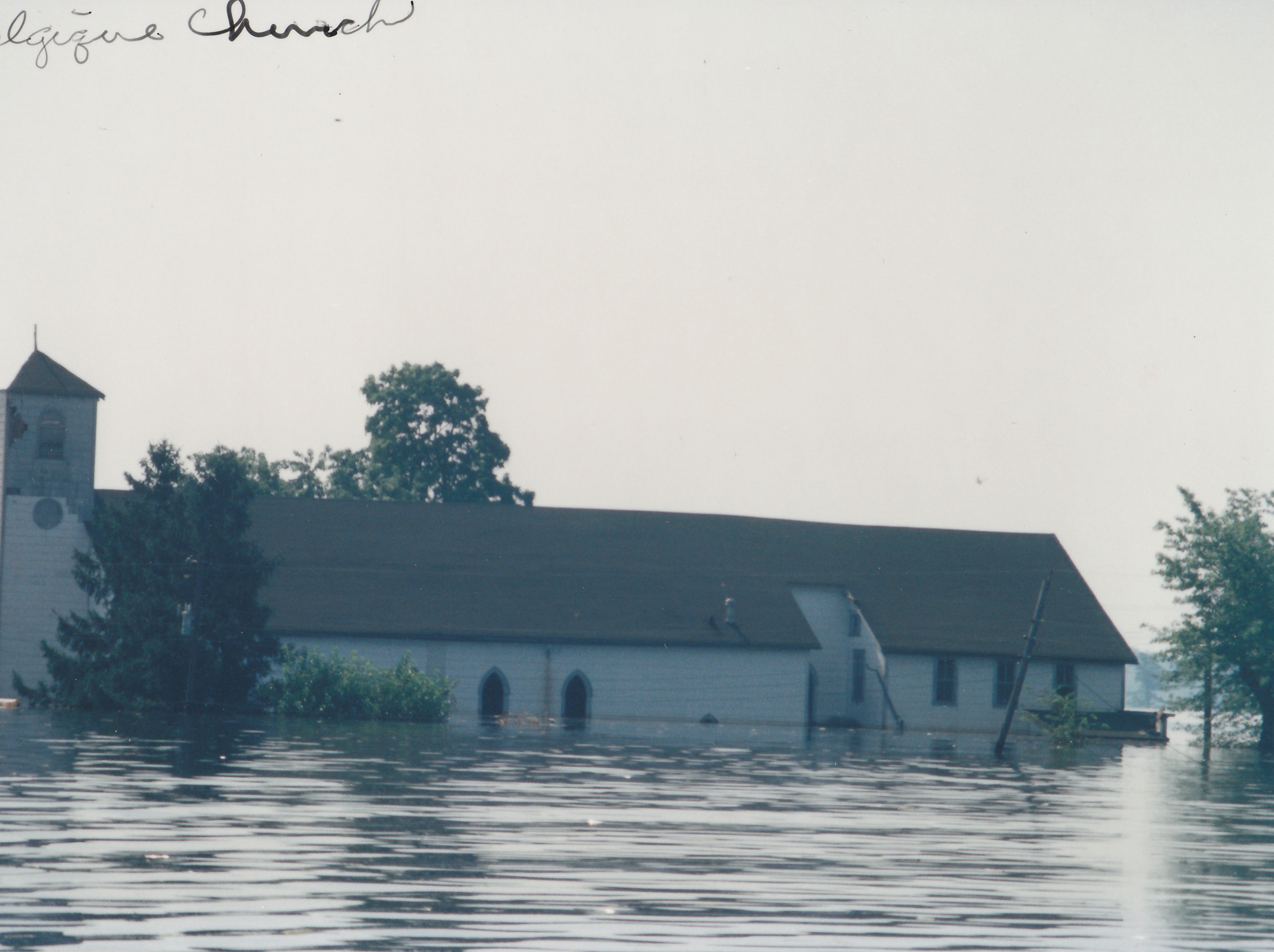
Église inondée - Nativité de la Bienheureuse Vierge Marie
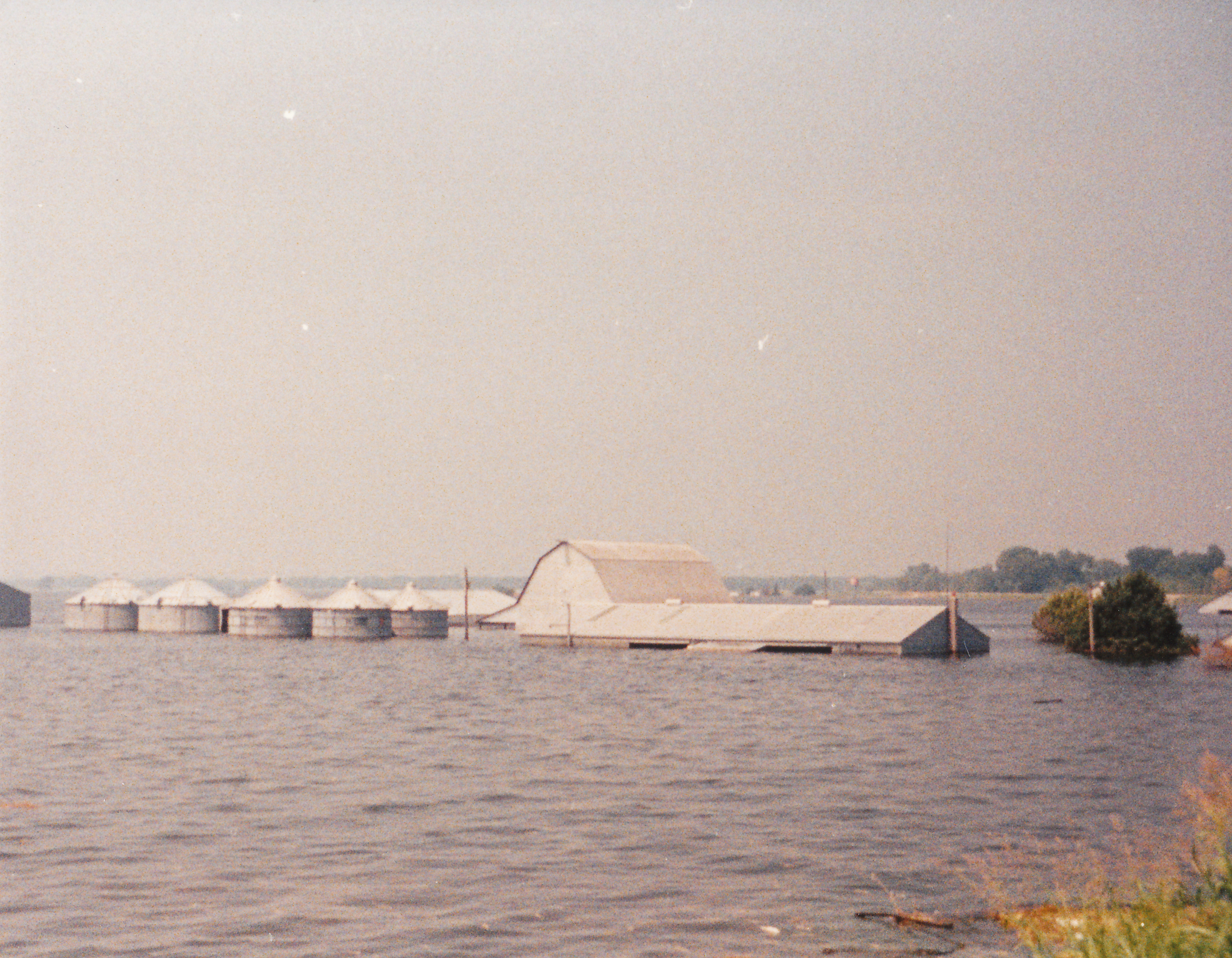
Ferme inondée
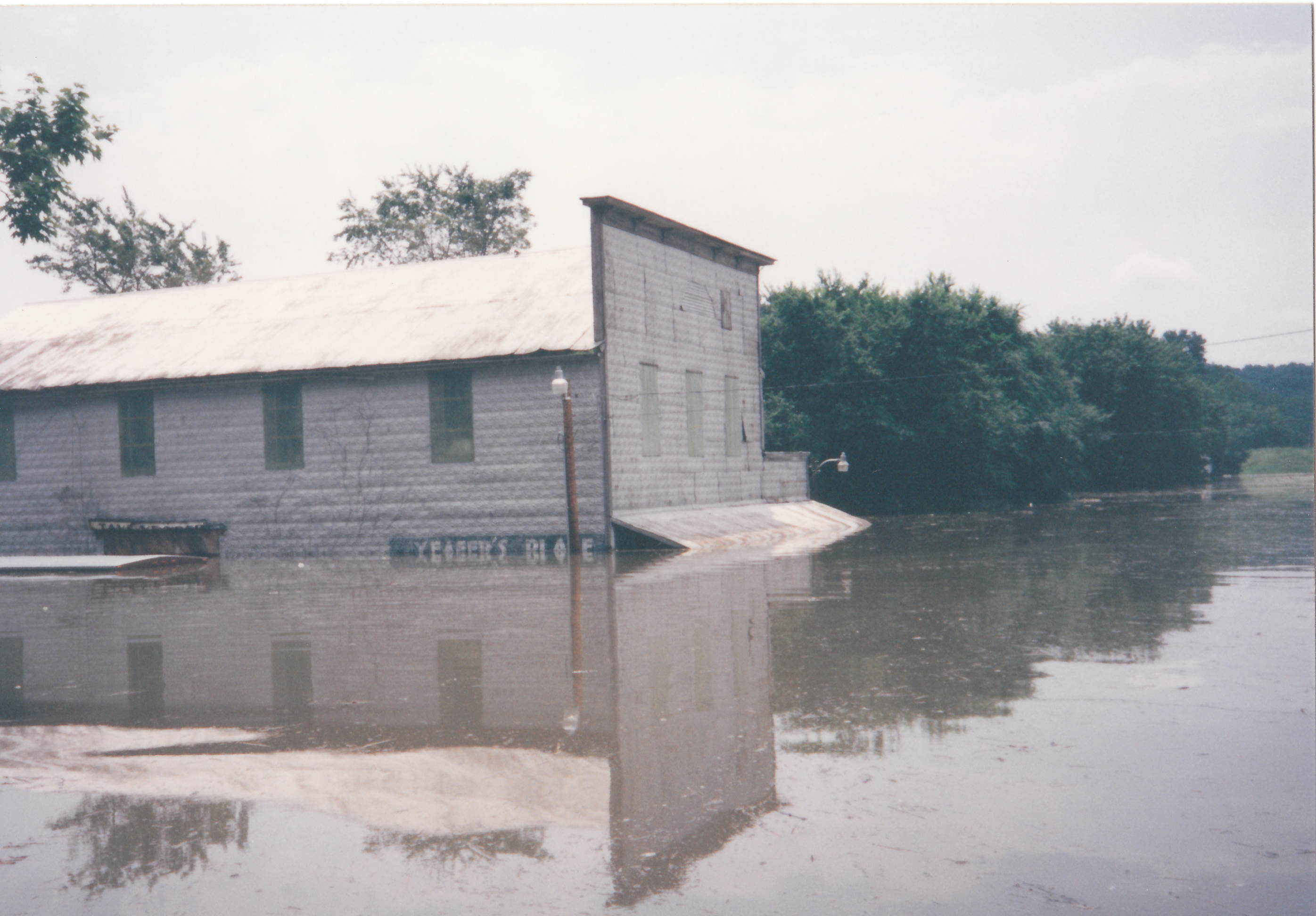
Magasin inondé

## Géographie
Belgique est située sur la plaine alluviale plate du Bois Brule Bottom située dans la partie nord du comté de Perry. 

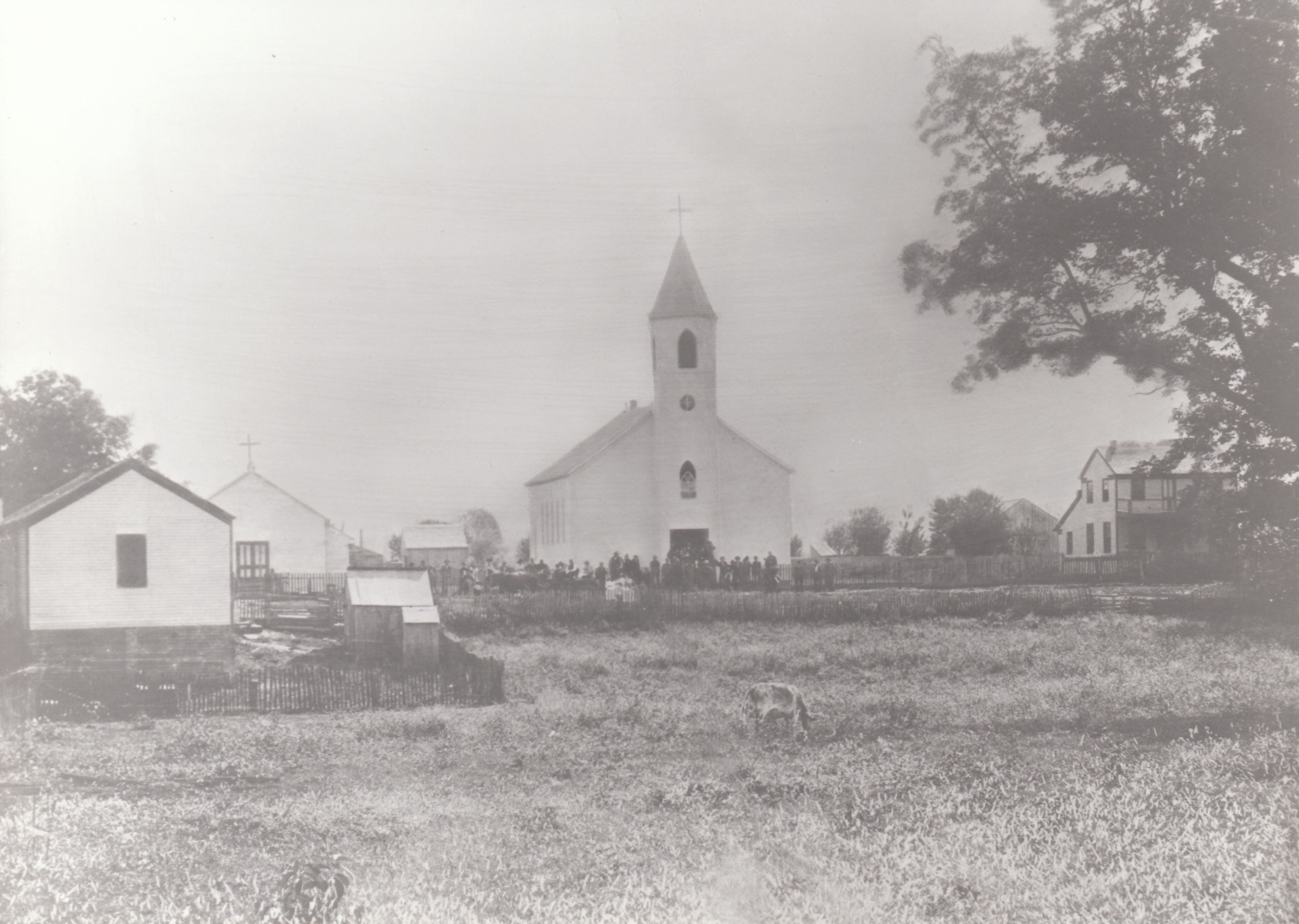
Belgique, XIXe siècle